# Oric Atmos
Oric Atmos var en hemdator lanserad 1984, huvudsakligen i Storbritannien. Datorn använde sig av en 8-bits MOS Technology 6502-processor på 1 MHz och hade normalt 16 eller 64 KiB RAM. Oric Atmos var efterföljaren till datorn Oric-1 som föregående år.
Datorn hade liknande storlek och specifikationer som Sinclair ZX Spectrum, men Atmos hade ett fullstort tangentbord och bättre ljud genom det programmeringsbara ljudchippet General Instrument AY-3-8912.